# George Ogden Abell
George Ogden Abell, ameriški astronom, * 1. marec 1927, Los Angeles, Kalifornija, ZDA, † 7. oktober 1983, Encino, Kalifornija, ZDA.

## Življenje in delo
Abell je celotno življenje preživel v Los Angelesu. Najprej je bil vodja Griffithovega observatorija in kasneje opazovalec na Observatoriju Mt. Palomar. Od leta 1968 do 1975 je bil predstojnik Oddelka za astronomijo, Univerze Kalifornije (UCLA) v Los Angelesu.
Raziskoval je nevtronske zvezde. Proučeval je Krajevno nadjato v Devici (Virgo). Krajevna nadjata je postala znana skupaj z njegovim delom in z delom Holmberga in de Vaucouleursa. Je skupek približno 100 jat galaksij in vsebuje Krajevno skupino. Leži približno v Jati Device in ima obseg 210 svetlobnih let. Njeno natančno velikost pa je težko določiti saj je njeno ozadje zabrisano.
Leta 1955 je skupaj z Robertom Gergeom Harringtonom odkril komet 52P/Harrington-Abell v Palomarskem observatoriju na plošči, posneti 22. marca s 1.220 mm Schmidtovo kamero. Komet je imel ob odkritju navidezni sij 17m, dan pozneje pa 19m.
Najbolj je znan po katalogu galaktičnih skupin in jat, ki ga je izdelal kot opazovalec fotografskega Palomarskega pregleda neba (Palomar Sky Survey). Njegovo raziskovanje teh skupin je izboljšalo naše razumevanje o njihovem nastanku in razvoju. Pokazal je, da je obstajalo združevanje drugega reda in ovrgel stopenjski model švedskega astronoma Carla Charlierja. Odkril je tudi kako lahko s pomočjo sija skupine določamo razdalje.
Abellov katalog je najbolj dovršeni seznam 4073 skupin in jat galaksij. Vsebuje vsaj trideset skupin z rdečim pomikom z = 0,2. Abell ga je najprej objavil za severno nebo leta 1958 in je vseboval 2712 skupin. Razširjeni katalog, ki je vseboval tudi skupine na južnem nebu, sta objavila Harold Corwin in Ronald Olowin leta 1987.
Abell je skupaj z astrofizikom Petrom Goldreichom pravilno ugotovil, da planetarne meglice nastanejo iz rdečih orjakinj.
Leta 1969 je Abell izdal knjigo Raziskovanje Vesolja (Exploration of the Universe).

## Priznanja

### Poimenovanja
Po njem se imenuje asteroid 3449 Abell.